# Амфитрита
Амфитри́та (др.-греч. Ἀμφιτρίτη) — в древнегреческой мифологии одна из нереид, по Гесиоду, дочь морского бога Нерея и Дориды (либо дочь Океана и Тефии, согласно Псевдо-Аполлодору). Жена Посейдона, мать Тритона, Роды и Бентесикимы.

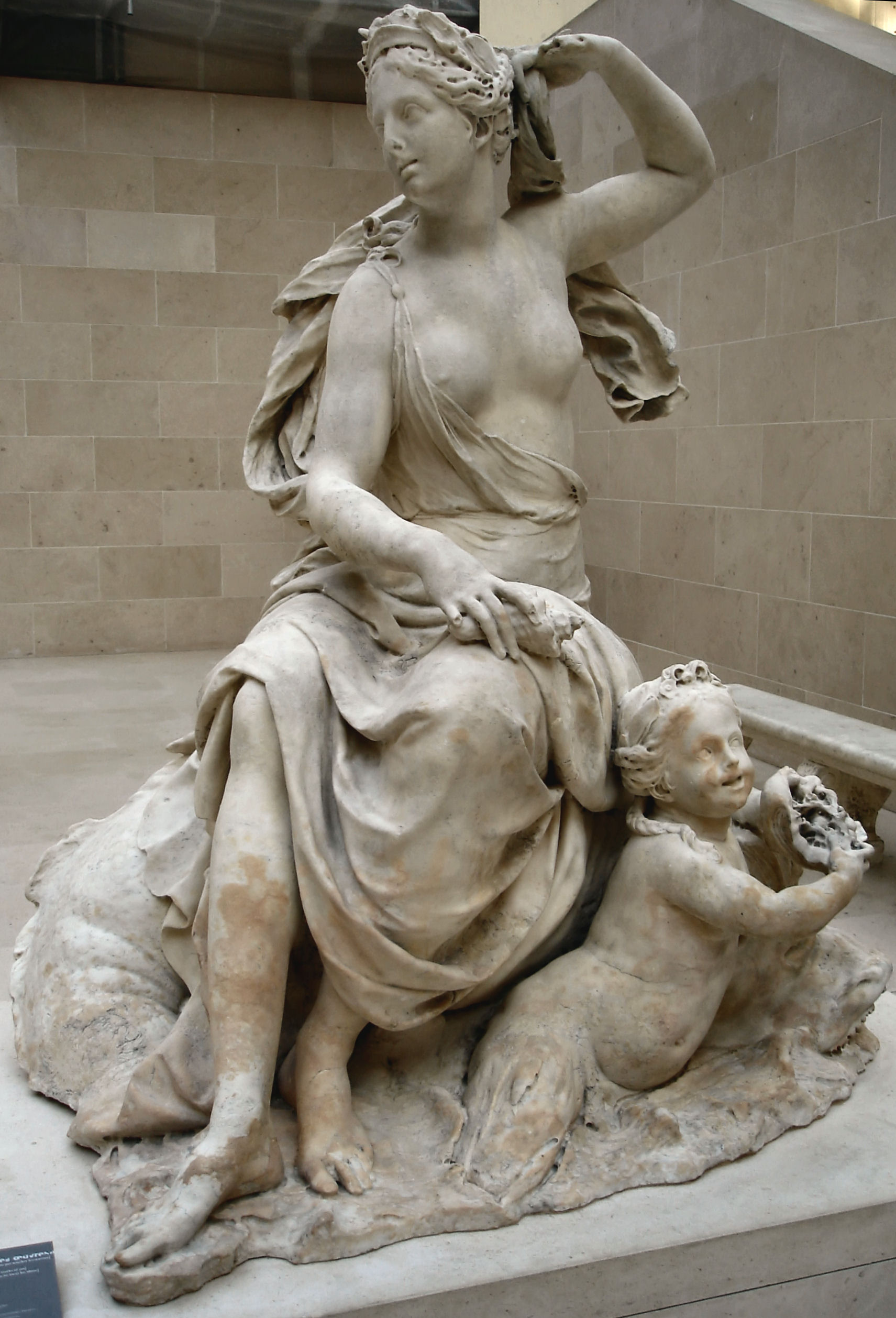
Антуан Куазевокс. Амфитрита. Мрамор. 1705 (по некоторым источникам,1695). Лувр, Париж

Узнав о желании Посейдона взять её в жены, Амфитрита убежала к Атланту, где её поймал (или уговорил) посланный Посейдоном дельфин и отвёл к своему владыке.
Как морская богиня она часто изображалась восседающей рядом с супругом на колеснице, влекомой морскими конями или тритонами либо верхом на тритоне. Амфитрита многими почиталась наравне с Посейдоном, и ей воздвигались статуи, например в храме на острове Теносе. В изобразительном искусстве её трудно отличить от других нереид, если возле неё нет царских атрибутов или трезубца.
Пиндар называет её «Амфитрита с золотым веретеном». Иногда она именуется «матерью Нереид». Подарила Тесею золотой венок.
В честь Амфитриты названы: астероид (29) Амфитрита, открытый в 1854 году, а также кратер на Марсе.